# Thomas Francis Jr.
Thomas Francis Jr. (1900 - 1969) va ser un metge estatunidenc. El 1940 va demostrar que hi havia altres soques víriques en la grip i va tenir part en el desenvolupament de la vacuna de la grip. També va fer recerca contra la pneumònia bacteriana.
Des de 1938 a 1941 va ser professor de bacteriologia i catedràtic del departament de la New York University College of Medicine.
El 1941 va ser el mentor universitari de Jonas Salk el qual va treballar la vacuna de la poliomielitis.

## Publicacions
- Experimental septicemia; a method for its production in dogs Yale University (1925) OCLC 42288247 (M.D. Thesis)
- PubMed listed papers